# Chorizopes antongilensis
Chorizopes antongilensis là một loài nhện trong họ Araneidae.
Loài này thuộc chi Chorizopes. Chorizopes antongilensis được M. Emerit miêu tả năm 1997.